# Dihemistophenus fragilis
Dihemistophenus fragilis är en plattmaskart. Dihemistophenus fragilis ingår i släktet Dihemistophenus och familjen Lepocreadiidae. Inga underarter finns listade i Catalogue of Life.